# GeoNetwork opensource
GeoNetwork opensource ist eine Metadaten-Informationssystem-Software für Geodaten. Sie zeichnet sich aus durch Konformität zu Standards ISO/TC211 sowie des Open Geospatial Consortiums (OGC) und implementiert den Web Catalogue Service (CSW) 2.0.2. Als Projekt der Open Source Geospatial Foundation ist das Programm freie Software.

## Technik
Bei der Entwicklung von GeoNetwork wird viel Wert auf die Einhaltung offener Standards gelegt, um die Interoperabilität mit anderen Anwendungen zu ermöglichen. Die Server-Software ist bis zur Version 4.4.0 in Java 8 programmiert, ab der Version ist Java 11 Voraussetzung. Als Server wird Eclipse Jetty oder Apache Tomcat empfohlen. Das Programm wird in folgenden Varianten zur Verfügung gestellt, als ZIP-Datei, als WAR-Datei, als Docker Image und als Quellcode.
Für die Verwaltung der Metadaten und Indizes kommen elasticsearch und kibana als Dashboard zum Einsatz. Als Datenbank wird postgresql empfohlen.

## Verwendung
Die Software findet Verwendung als Suchdienst bei der Ernährungs- und Landwirtschaftsorganisation der Vereinten Nationen sowie seit 2009 in der Nationalen Geodateninfrastruktur der Schweiz (GDI-CH). In Deutschland wird es z. B. beim Helmholtz Zentrum für Umweltforschung eingesetzt.